# Международная федерация баскетбола на колясках
Международная федерация баскетбола на колясках (англ. International Wheelchair Basketball Federation; IWBF) — спортивная организация, которая является международным руководящим органом по баскетболу на колясках. Основана в 1973 году, является независимой федерацией с 1993 года. Признана Международным паралимпийским комитетом (IPC) и Международной федерацией баскетбола (FIBA).

## История
В 1973 году Международная федерация Сток-Мандевильских игр (ISMGF), которая в том была международным руководящим органом для всех видов спорта на инвалидных колясках, учредила первую секцию баскетбола на колясках.
В 1989 году ISMGF переименовала эту секцию в Международную федерацию баскетбола на колясках (IWBF). В 1993 году IWBF стала независимой организацией. В течение следующих пяти лет количество членов IWBF увеличилось и федерация разделилась на 4 географические зоны.
С 1992 года IWBF сотрудничает с Международной федерацией баскетбола (FIBA). В 1998 году IWBF была признана на Всемирном конгрессе FIBA. Генеральный секретарь FIBA стал одним из членов Исполнительного совета IWBF.

## Описание
Штаб-квартира находится в Швейцарии. Президент организации по состоянию на 2023 год — немецкий баскетболист Ульф Меренс.
Организация проводит Чемпионат мира по баскетболу на колясках, а также четыре зональных чемпионата:
- IWBF Америка — Чемпионат Америки по баскетболу на колясках — 20 участников
- IWBF Европа — Чемпионат Европы по баскетболу на колясках[англ.] — 35 участников
- IWBF Азия-Океания — Чемпионат Азии и Океании по баскетболу на колясках — 26 участников
- IWBF Африка — Чемпионат Африки по баскетболу на колясках — 16 участников

## Страны-участники
По состоянию на 2022 год IWBF насчитывала 97 национальных организаций.

### IWBF Азия-Океания
- Австралия
- Афганистан
- Бахрейн
- Гонконг
- Индия
- Индонезия
- Ирак
- Иран
- Иордания
- Камбоджа
- Китай
- Кувейт
- Ливан
- Малайзия
- Непал
- Новая Зеландия
- ОАЭ
- Оман
- Палестина
- Саудовская Аравия
- Сингапур
- Таиланд
- Китайская Республика
- Филиппины
- Республика Корея
- Япония

### IWBF Америка
- Аргентина
- Боливия
- Бразилия
- Венесуэла
- Гватемала
- Гондурас
- Доминиканская Республика
- Канада
- Колумбия
- Коста-Рика
- Мексика
- Никарагуа
- Панама
- Перу
- Пуэрто-Рико
- Сальвадор
- США
- Уругвай
- Чили
- Эквадор

### IWBF Африка
- Алжир
- Ангола
- Буркина-Фасо
- Гамбия
- Египет
- Кения
- Либерия
- Марокко
- Нигерия
- Намибия
- Руанда
- Танзания
- Уганда
- ЦАР
- Эфиопия
- ЮАР

### IWBF Европа
- Армения
- Австрия
- Бельгия
- Болгария
- Босния и Герцеговина
- Великобритания
- Венгрия
- Германия
- Греция
- Дания
- Израиль
- Ирландия
- Испания
- Италия
- Кипр
- Латвия
- Литва
- Мальта
- Нидерланды
- Норвегия
- Польша
- Португалия
- Россия
- Румыния
- Сербия
- Словакия
- Словения
- Турция
- Украина
- Финляндия
- Франция
- Хорватия
- Чехия
- Швейцария
- Швеция